# Пьер д’Эврё (граф Мортен)
Пьер д’Эврё или Пьер Наваррский (31 марта 1366, Эврё, Королевство Франция — 29 июля 1412, Сансерр, Королевство Франция) — французский аристократ, граф Мортен, сын Карла Злого, короля Наварры из младшей ветви Капетингов. Воспитывался при французском дворе вместе с будущим королём Карлом VI. В 1376/1377 году получил графство Мортен, уже в 1378 году конфискованное из-за конфликта Карла Злого с французской короной. Только в 1401 году Пьер снова стал графом Мортен и пэром Франции.
В 1411 году граф женился на Екатерине Алансонской, дочери Пьера II, графа Алансона, и Марии де Шамайяр. В следующем году граф Мортен умер от лихорадки во время осады Буржа. Его брак остался бездетным.
От связи с дочерью Мартина де Перальты граф имел внебрачного сына Педро Переса (1400—1451), сеньора де Перальту и Андосиллу, который женился на Хуане де Эспелета.